# 26 ventôse
26 pluviôse 26 germinal
Le sextidi 26 ventôse, officiellement dénommé jour du pissenlit, est le 176e jour de l'année du calendrier républicain.
C'était généralement le 16e jour du mois de mars dans le calendrier grégorien.